# Optimum fizjologiczne
Optimum fizjologiczne – życiowe wymagania (od minimum do maksimum) organizmu dla danego czynnika w warunkach laboratoryjnych. Bardzo często różni się od optimum ekologicznego. Jest tak np. z sosną zwyczajną. Na średnio zasobnych glebach w umiarkowanych warunkach jest wypierana przez inne drzewa (dąb, buk). Mimo iż są stenobiontami to w warunkach optimum mają większa zdolność adaptacyjną niż sosna, dlatego zasiedla ona  miejsca niedostępne dla innych drzew (podmokłe bagna i suche piaski).